# Scarlet (bande dessinée)
Pour les articles homonymes, voir Scarlet.
Scarlet est une série de bande dessinée américaine écrite par Brian Michael Bendis et dessinée par Alex Maleev publiée de 2010 à 2016 par Icon Comics, un label de Marvel Comics, et depuis 2018 par Jinxworld, un label de DC Comics.
La série raconte l'histoire d'une jeune femme de Portland, Scarlet Rue, qui se rebelle contre une société corrompue et finit par entamer une nouvelle révolution américaine.

## Historique de publication
Bendis et Maleev avaient déjà collaboré sur Daredevil, Spider-Woman et Halo: Uprising.
Scarlet a fait l'objet de dix comic books publiés irrégulièrement entre 2010 et 2016 par Icon Comics, un label de Marvel Comics.
En juin 2018, Bendis annonce que Jinxworld, l'univers de fiction regroupant toutes les séries qu'il avait créées, allait devenir un label de DC Comics, et qu'une suite de Scarlet était concernée. Cette nouvelle série de comic books Scarlet paraît à partir de fin août 2018, reprise qualifiée de succès par ign.com.

## Série télévisée
Selon Deadline, Bendis est en train de développer une série télévisée Scarlet pour Cinemax.